# Kantstraße (Berlin)
Die Kantstraße ist eine – zwischen dem Breitscheidplatz und der Suarezstraße verlaufende – rund 2630 m lange Hauptverkehrsstraße im Berliner Ortsteil Charlottenburg des Bezirks Charlottenburg-Wilmersdorf. Sie wurde nach dem Philosophen Immanuel Kant benannt und trägt ihren Namen seit dem 23. Februar 1887. Als nahezu parallel, nördlich zum Kurfürstendamm verlaufende Ausfallstraße durch die westliche City verbindet sie zusammen mit der Neuen Kantstraße die Kaiser-Wilhelm-Gedächtniskirche mit dem Messegelände am Funkturm und ist dicht mit Wohn- und Geschäftshäusern bebaut.

## Östlicher Anfang am Breitscheidplatz

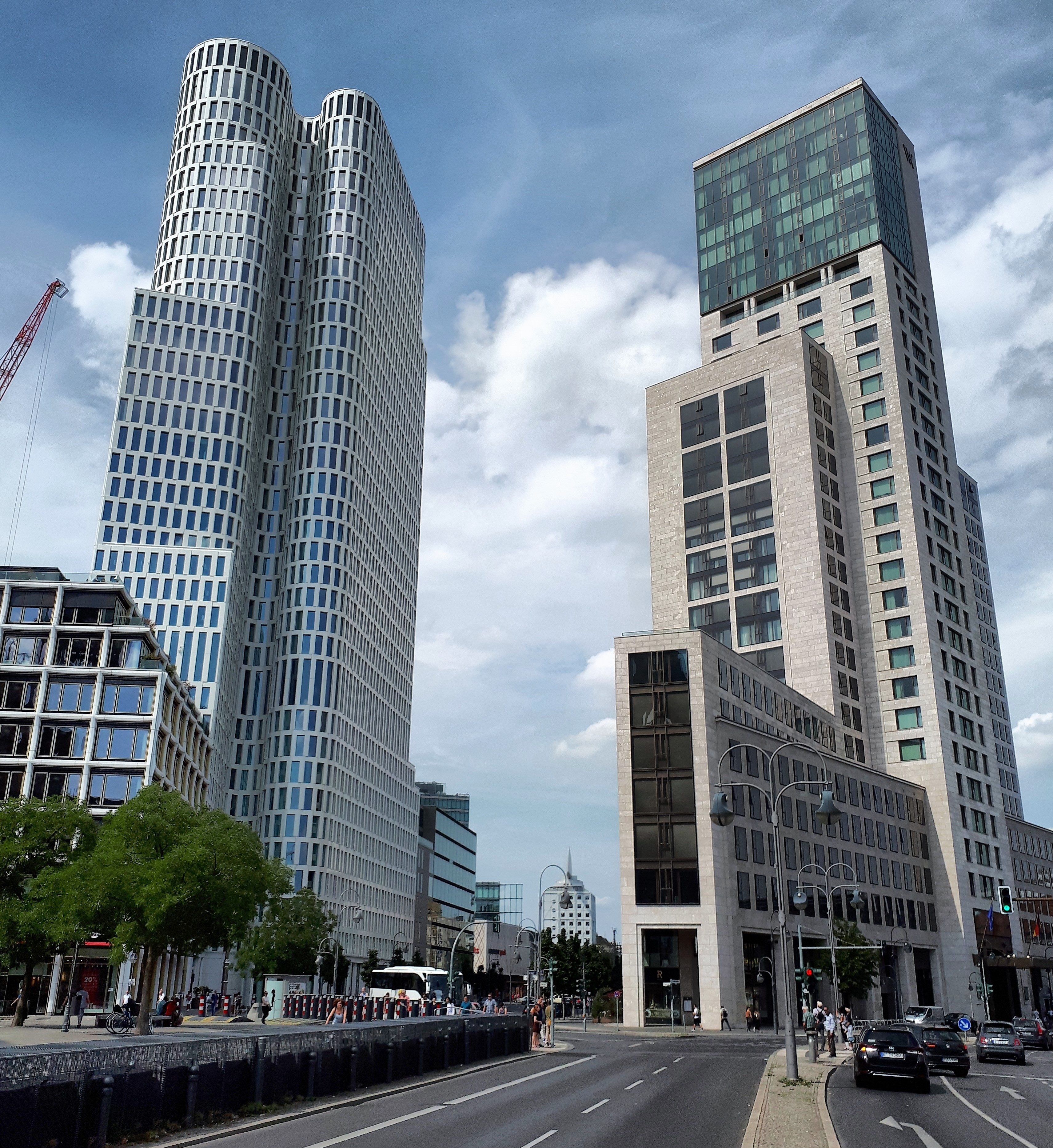
Einmündung der Kantstraße in die Hardenbergstraße: Upper West und Zoofenster

Die Kantstraße beginnt am Breitscheidplatz, zwischen Hardenbergstraße und Kurfürstendamm, wenige Meter von der Gedächtniskirche entfernt. Den östlichen Abschluss der Kantstraße am Breitscheidplatz bildete bis zum Frühsommer 2009 das zuvor die Kantstraße überspannende und im nördlichen Teil abgerissene Schimmelpfeng-Haus. Den neuen östlichen Beginn der Kantstraße bildet das 2012 fertiggestellte Hochhaus Zoofenster mit seinem zur Kantstraße hingewandten Teil zusammen mit dem von 2013 bis 2017 erbauten Upper West.

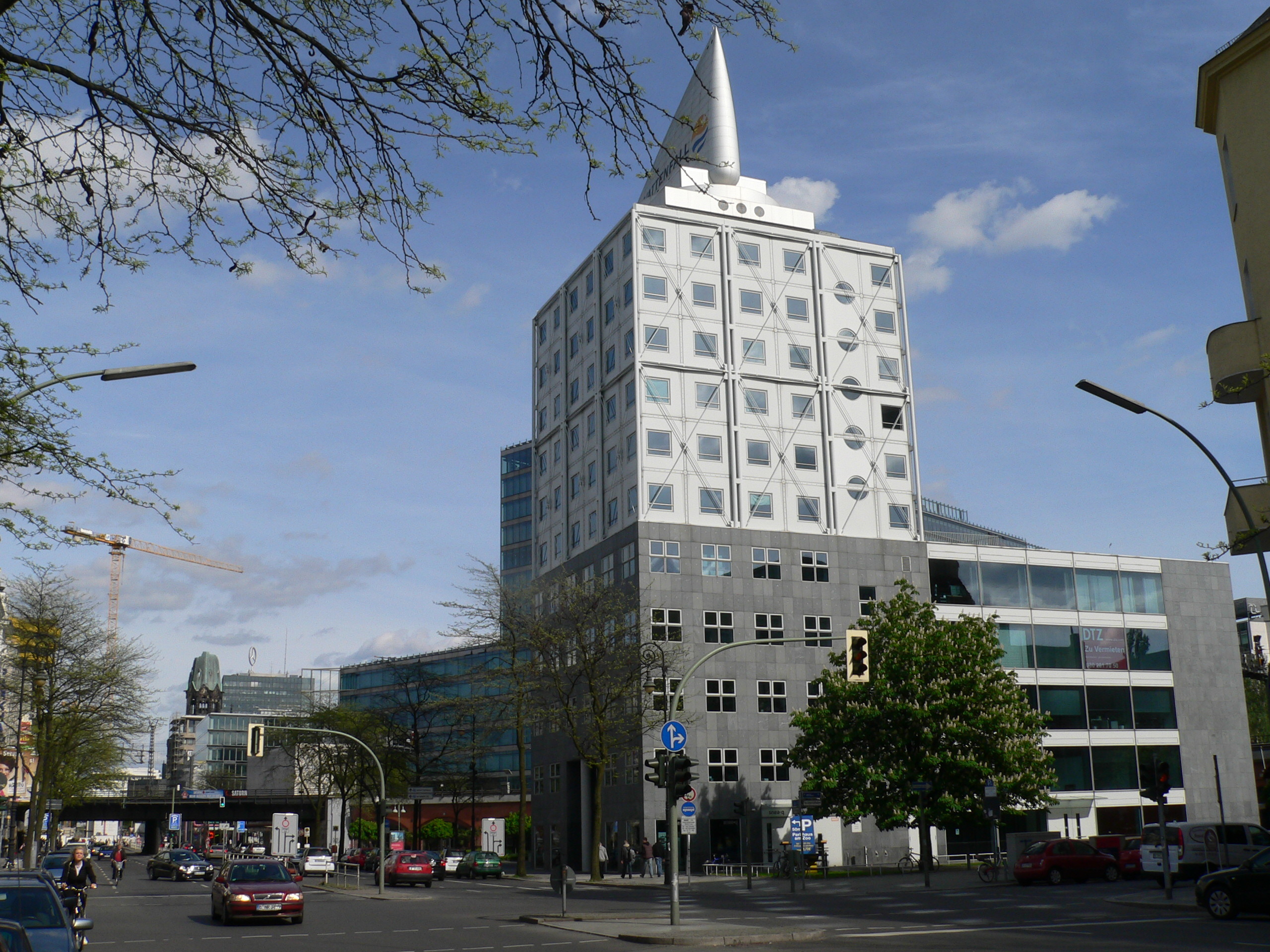
Kant-Dreieck

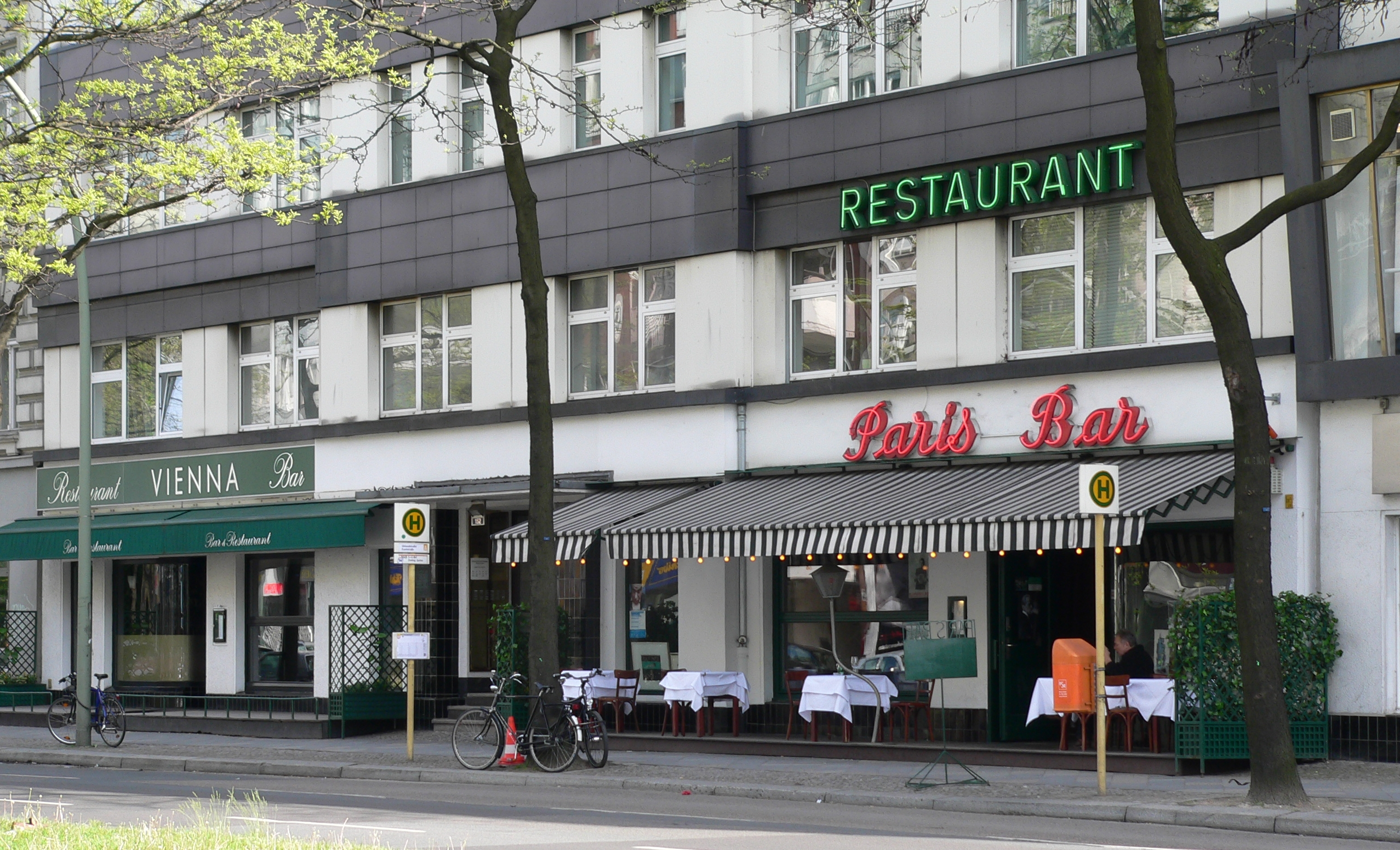
Paris Bar

An der Kreuzung Kant- /Ecke Joachimsthaler Straße befand sich in dem von 2016 bis 2018 durch einen Neubau ersetzten Gebäude des ehemaligen Bekleidungs-Kaufhauses Leineweber das 2014 geschlossene Beate Uhse Erotik-Museum. Rund 100 m weiter westlich hinter der Brücke der Stadtbahn steht das 1896 fertiggestellte Theater des Westens, entstanden in der Phase schneller Expansion Berlins nach Westen am Ende des 19. Jahrhunderts. Direkt daneben befindet sich an der Ecke zur Fasanenstraße der Delphi Filmpalast mit der Vaganten Bühne und dem Jazzclub Quasimodo. Auf dem gegenüberliegenden östlichen Eckgrundstück wurde 1994 mit dem Kant-Dreieck eines der bis dahin wenigen Hochhäuser in der City-West mit einer markanten Wetterfahne auf dem Dach in Form eines drehbaren Aluminiumsegels errichtet. Hinter dem Theater des Westens wurde 1997 zwischen der Kant-, Fasanen- und Hardenbergstraße das Ludwig-Erhard-Haus fertiggestellt, das wegen seiner – gegenüber dem Wettbewerbsbeitrag „gezähmten“ – zoomorphen Architektur auch „Gürteltier“ genannt wird. In der Kantstraße 152 befindet sich die Paris Bar.
Victoria-Areal

Zwischen Kantstraße, Kurfürstendamm und Joachimsthaler Straße befindet sich das Areal des Neuen Kranzler Ecks. Dessen Bebauung ergänzt den vorhandenen denkmalgeschützten Gebäudekomplex aus den 1950er Jahren. Dazu gehört der Flachbau des alten Café Kranzlers sowie das mit einer Kuppel überdachte ehemalige Bilka-Kaufhaus (danach: Karstadt Sport) von Hanns Dustmann; außerdem wurde zusätzlich ein zum Hotel umgebautes ehemaliges Versicherungsgebäude integriert. Dazwischen erhebt sich ein neues auffälliges Büro- und Geschäftshaus mit einer Fassade aus Stahl und Glas.

## Uhlandstraße bis Savignyplatz

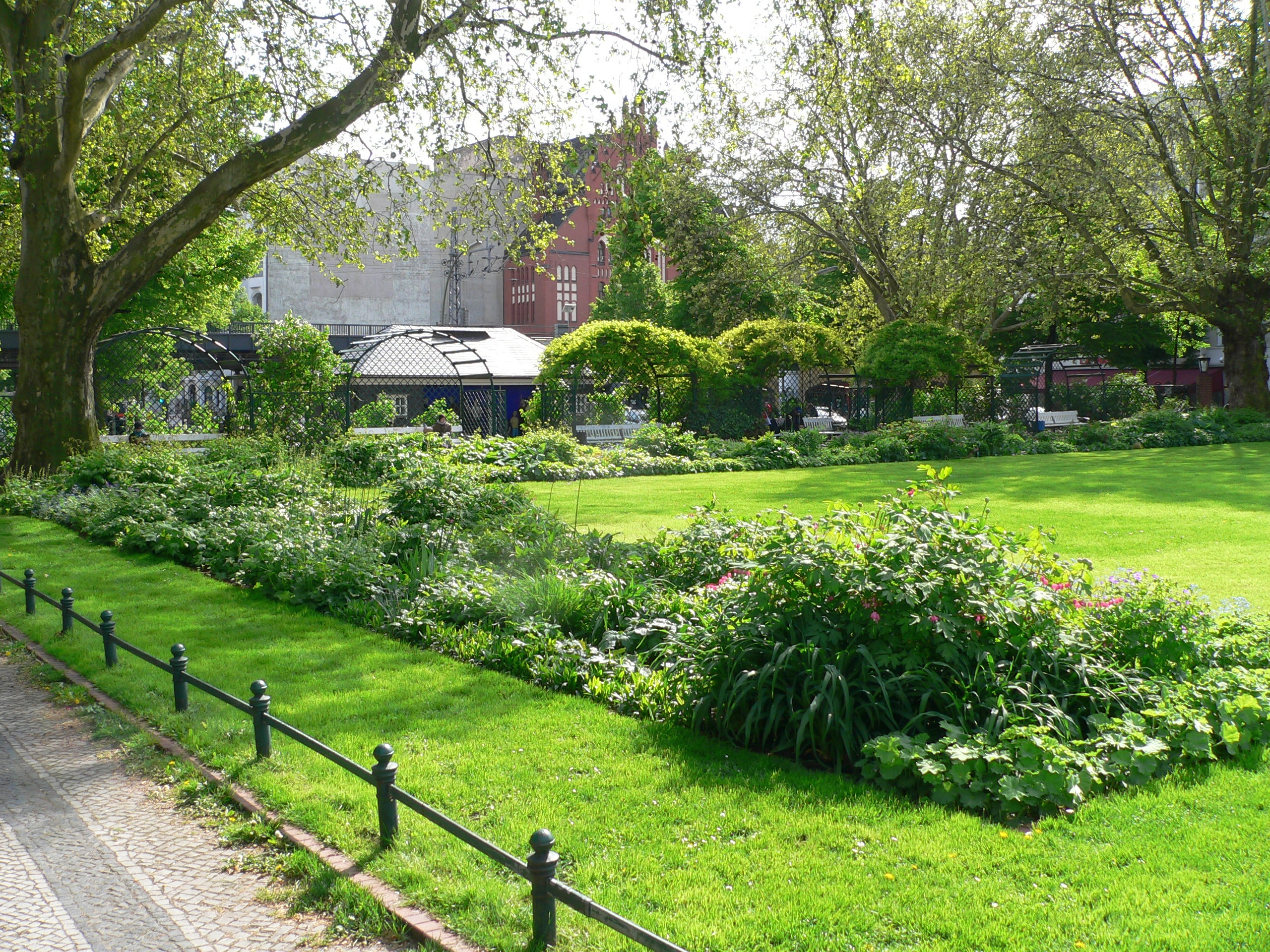
Savignyplatz, Südseite

An der Ecke zur Uhlandstraße befindet sich an der Kantstraße 17–20 das 1998/1999 errichtete stilwerk mit insgesamt 55 Einrichtungs- und Designerläden des gehobenen Segments.
Der Savignyplatz, ein nach dem Juristen Friedrich Carl von Savigny benannter begrünter Blockplatz aus dem Jahr 1861, wird von der Kantstraße symmetrisch geteilt. Der S-Bahnhof Savignyplatz wurde 1896 eröffnet.

## Savignyplatz bis Neue Kantstraße

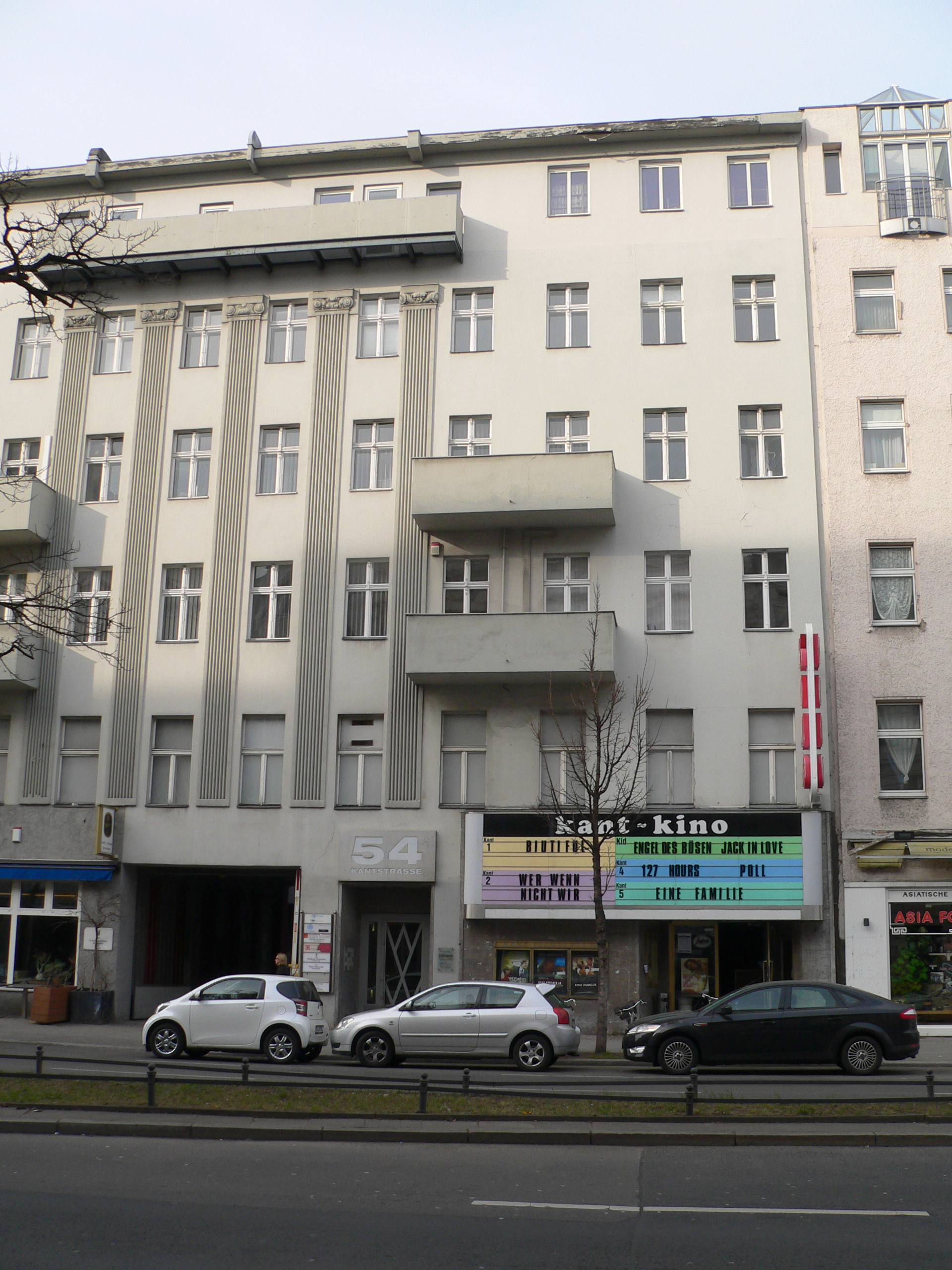
Kant-Kino

Kantstraße 126/127 ist die Adresse der Kant-Garagen, die 1929–1930 errichtet wurden und noch bis zum Sommer 2017 in Betrieb waren. Das Stahlbeton-Bauwerk im Stil der Neuen Sachlichkeit zeugt vom damals rapide zunehmenden Individualverkehr; es hat zwei gegenläufige Rampen für Auf- und Abfahrt und bot Stellplätze für 300 Personenwagen.

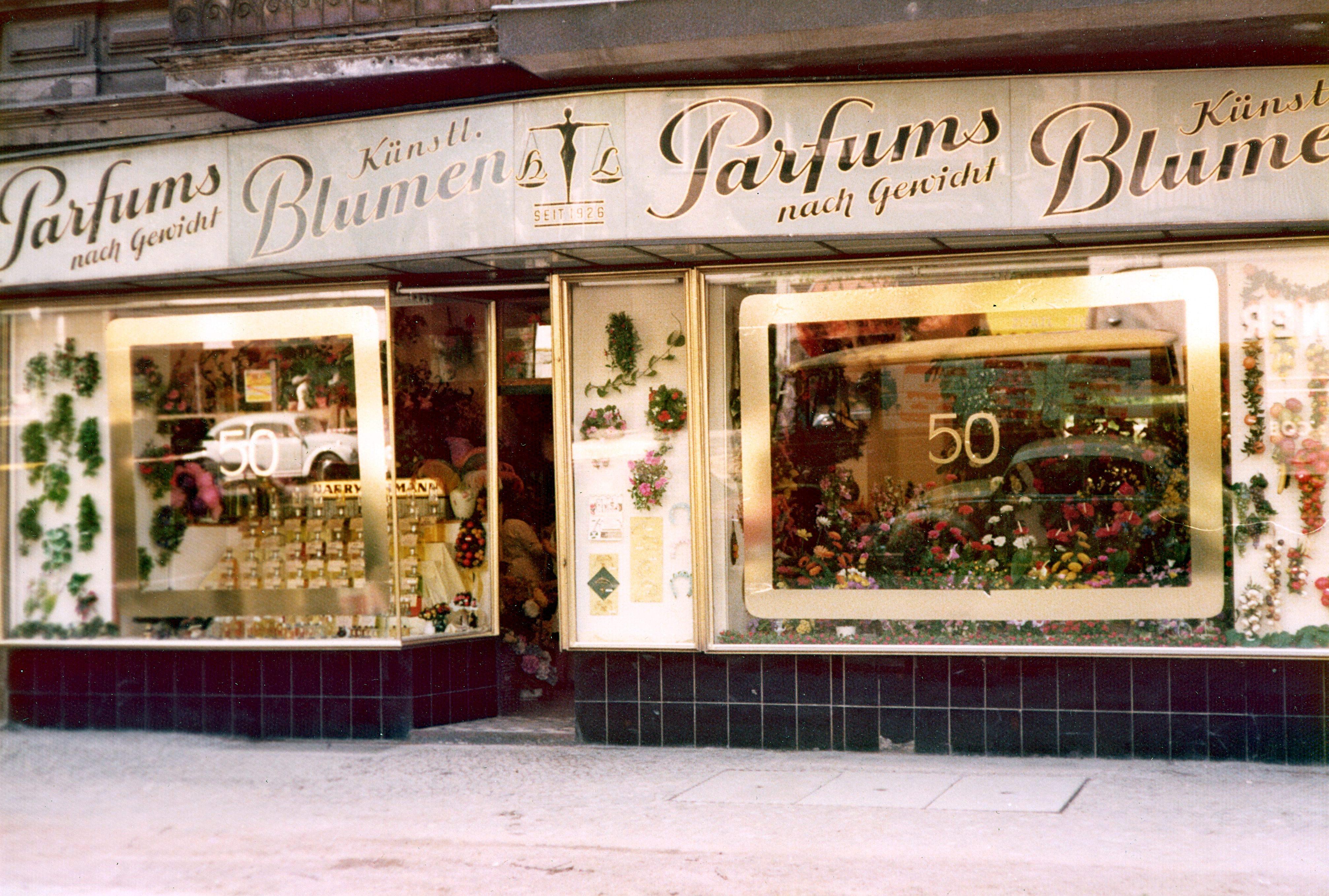
Parfümerie Harry Lehmann, 1976

Das 1912 eröffnete Kant-Kino im Haus Nummer 54 war von Mitte der 1970er bis in die 1980er Jahre ein Veranstaltungsort für zahlreiche Konzerte international bekannter Bands und Musiker. Seit 2011 gehört es zur Yorck Kinogruppe.
Danach quert die Kantstraße den Fußgängerbereich der Wilmersdorfer Straße sowie 300 m westlich, nördlich des Stuttgarter Platzes, die Kaiser-Friedrich-Straße.
Die Parfümerie Harry Lehmann, gegründet 1926 in der Potsdamer Straße, ist seit 1958 in der Kantstraße 106 ansässig. Nach dem Zweiten Weltkrieg wurde sie zu einer bedeutenden Institution in West-Berlin und bot als eine der ersten Parfümerien Düfte nach Gewicht an. Prominente Kunden wie Marlene Dietrich schätzten insbesondere den Duft „Veilchen“.
Strafgericht und Frauengefängnis

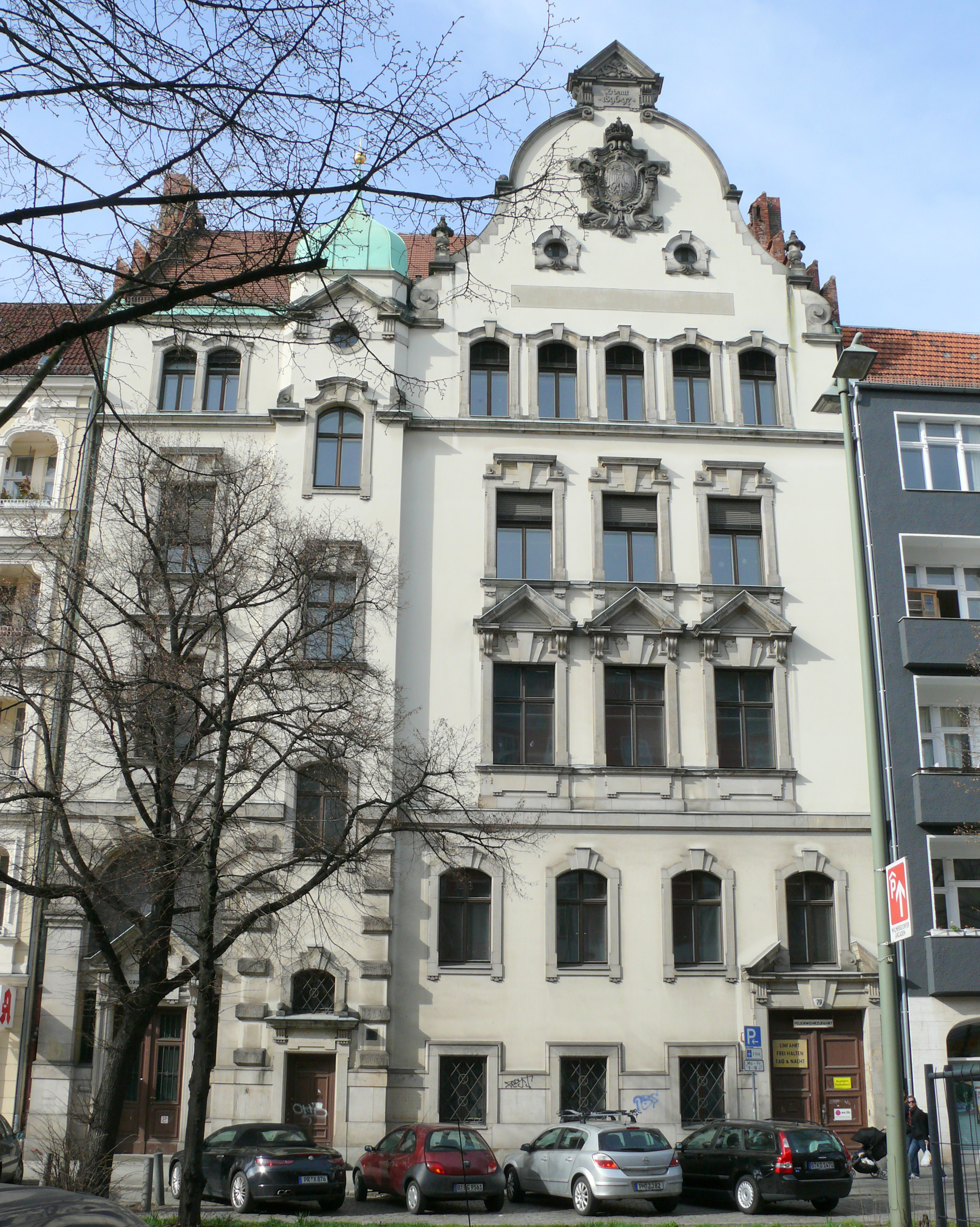
Ehemaliges Frauengefängnis in der Kantstraße 79

In dem 1896/1897 nach Plänen von Adolf Bürckner und Eduard Fürstenau im Stil der Neurenaissance als Strafgericht errichteten Gebäude Kantstraße 79 befand sich bis 2010 eine Außenstelle des Amtsgerichts Charlottenburg. In dessen Hofbereich war das 1985 geschlossene Frauengefängnis Kantstraße, das – wegen der hier einsitzenden juristisch eher unerheblichen Fälle – umgangssprachlich auch „Operettenknast“ genannt wurde. In der NS-Zeit waren in dem Frauengefängnis allerdings auch andere Personen untergebracht: Nach dem Attentat vom 20. Juli 1944 auf Adolf Hitler wurden hier über 30 Frauen des Widerstands gegen das Naziregime inhaftiert.
Auch viele Frauen aus den Berliner Widerstandsgruppen der Roten Kapelle waren hier inhaftiert; darunter Eva Rittmeister, Eva-Maria Buch, Ursula Goetze, Annie Krauss, Maria Terwiel, Oda Schottmüller, Mildred Harnack, Libertas Schulze-Boysen, Elfriede Paul, Lotte Schleif, Martha Schulze, Antonie Graudenz, Rose Schlösinger, Marta Husemann, Hannelore Thiel, Erika von Brockdorff, Cato Bontjes van Beek, Joy Weisenborn, Ilse Schaeffer und Greta Kuckhoff.
Das Haus ist vom Berliner Liegenschaftsfonds an einen privaten Investor verkauft worden, der die Räumlichkeiten für Film- und Kunstprojekte vermietet; in den frühen 2020er Jahren hat dort außerdem ein Hotel eröffnet.
Am Amtsgerichtsplatz, an dem sich das Amtsgericht Charlottenburg befindet, geht die Kantstraße in die Neue Kantstraße über.

## Verkehr
Die Kantstraße ist eine, je Richtung dreistreifige (einschließlich jeweiligem Parkstreifen), stark befahrene Verkehrsachse mit einem Mittelstreifen. Durch den regelmäßigen gewerblichen Anlieferverkehr und regelwidriges Parken „in zweiter Reihe“ steht häufig nur ein Fahrstreifen je Richtung zur Verfügung.
Bis zur Umstellung auf den Omnibusbetrieb am 24. Januar 1966 wurde die Kantstraße durchgehend von den Straßenbahnlinien 75 und 76 befahren. Aktuell verkehren auf der Kantstraße mehrere Buslinien der BVG, die insgesamt acht Haltestellen bedienen.
Anschlüsse an das Berliner Schnellbahnnetz bestehen am östlichen Ende zum S- und U-Bahnhof Zoologischer Garten sowie zum S-Bahnhof Savignyplatz und etwa mittig zum U-Bahnhof Wilmersdorfer Straße und zum S-Bahnhof Charlottenburg. Am westlichen Ende ist die Kantstraße vom S-Bahnhof Messe Nord/ZOB über die Neue Kantstraße erreichbar.
Die Kantstraße gehört zu einem Pilotprojekt der Senatsverwaltung für Umwelt, Verkehr und Klimaschutz für eine schrittweise Geschwindigkeitsbegrenzung von 30 km/h auf Berliner Hauptstraßen, was dort im Herbst 2018 umgesetzt werden sollte.
Ende April 2020 wurde auf beiden Seiten der Straße jeweils ein Fahrstreifen mit gelben Markierungen und Fahrradpiktogrammen auf einer Länge von 3,5 km zu dem bis dahin längsten Pop-up-Radweg in Berlin umgewidmet. Es handelte sich dabei um eine Maßnahme im Rahmen der COVID-19-Pandemie. Diese Maßnahme geriet 2024 in die Kritik, weil die Berliner Feuerwehr keine Möglichkeiten sah, Brände in den oberen Etagen der Häuser auf diesem Abschnitt der Kantstraße zu löschen, da die erforderlichen Drehleitern nicht stabil ausgefahren werden können. Nach Angaben der Senatsverkehrsverwaltung sollen die Rad- und Parkstreifen nunmehr getauscht werden.

## „Chinatown“
Aufgrund der zahlreich in der Kantstraße befindlichen asiatischen Geschäfte und Restaurants werden sie und ihre nähere Umgebung auch als „Chinatown“ bezeichnet. Die ersten Chinesen kamen Anfang des 20. Jahrhunderts nach Berlin, um hier an der nahegelegenen Technischen Hochschule Charlottenburg oder an der Hochschule für Politik zu studieren. Die chinesische Botschaft befand sich zu der Zeit am Kurfürstendamm 218. Bereits 1902 gründeten chinesische Studenten den Verein Chinesischer Studenten, der in den 1920er Jahren in der Kantstraße 118 ein Büro unterhielt. Die politischen Umwälzungen nach Abschaffung der chinesischen Monarchie hatten auch auf die hier lebenden Studenten Auswirkungen, sodass es im August 1925 zu einer Schlägerei zwischen Anhängern der Kuomintang-Bewegung und der 1921 von Mao Zedong gegründeten kommunistischen Bewegung kam, die inzwischen den Verein übernommen hatten. Zu den Verteidigern des Büros gehörte wahrscheinlich auch der spätere Oberkommandierende der chinesischen Volksbefreiungsarmee Zhu De, der sich damals in Berlin aufhielt.
Der ehemalige Koch der chinesischen Gesandtschaft eröffnete 1923 das erste chinesische Restaurant in Berlin, das Tientsin in der Kantstraße 130b, benannt nach der nordchinesischen Hafenstadt Tianjin, die auch Tientsin genannt wird. Bald darauf folgte ein zweites in unmittelbarer Nähe.
Nach dem Zweiten Weltkrieg eröffnete der Chinese Hak-Ming, der in den 1930er Jahren nach Deutschland gekommen war, 1947 am Stuttgarter Platz 5 das Restaurant Canton und 1957 am Kurfürstendamm 210 die Hongkong-Bar, die sich nicht zuletzt wegen der avantgardistischen Einrichtung als Treffpunkt der West-Berliner Prominenz etablierte. Die Einrichtung an beiden Orten stammte von Chen Kuen Lee, einem Schüler und Mitarbeiter Hans Scharouns. Bis zu den 1980er Jahren bestand die chinesische Gemeinschaft überwiegend aus Taiwan- und Hongkong-Chinesen, erst danach kamen auch Einwanderer aus der Volksrepublik China. Nach dem Tian’anmen-Massaker verstärkte sich dieser Zustrom. Zu Beginn des 21. Jahrhunderts leben nach inoffiziellen Schätzungen rund 8000 Chinesen in Berlin.
Der Abschnitt zwischen Savignyplatz und Wilmersdorfer Straße wird in Anspielung auf die chinesische Provinz Guangdong auch als Kantonstraße bezeichnet.

Auswahl von asiatischen Geschäften und Gaststätten in der Kantstraße
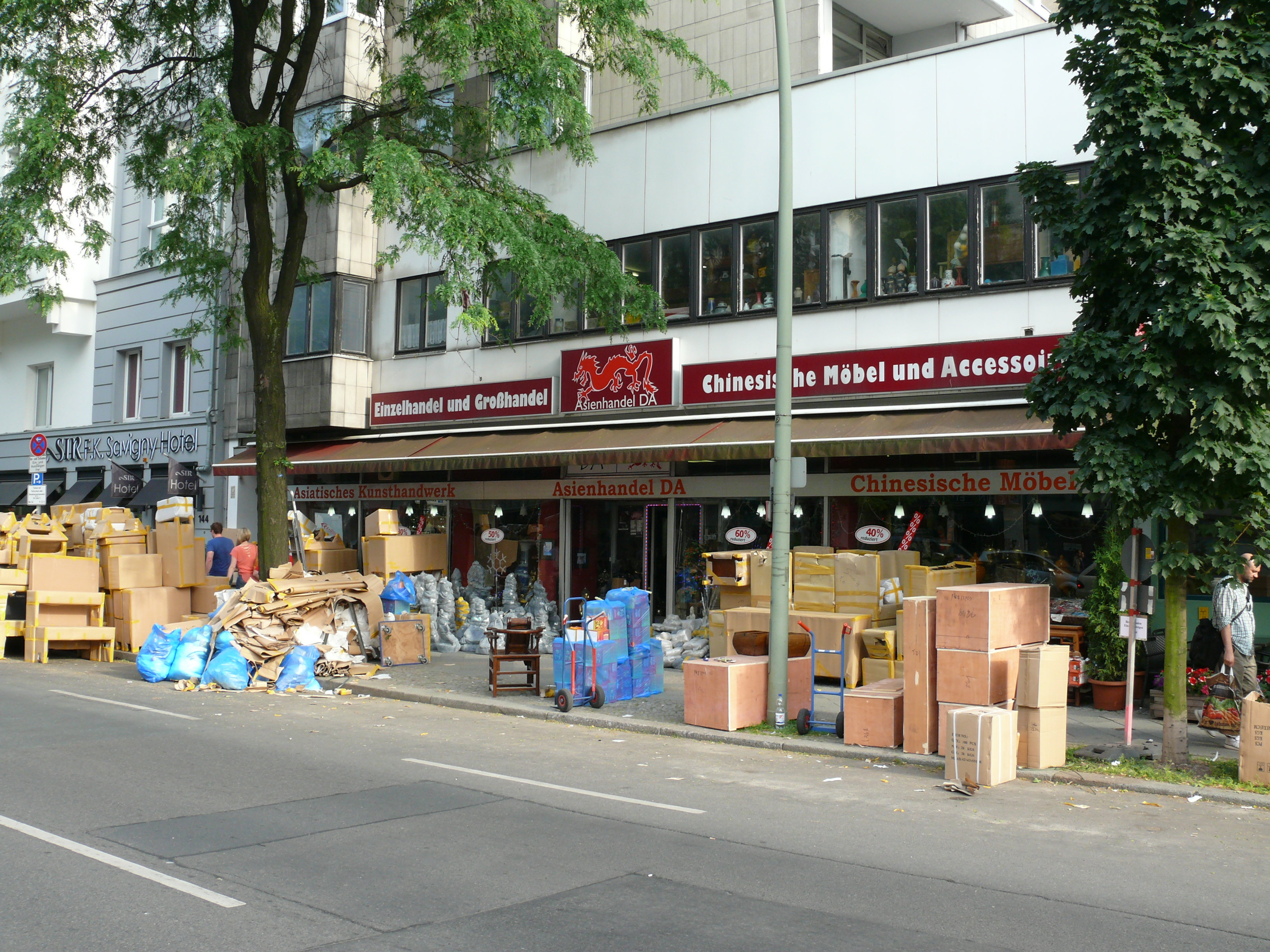
Asienhandel Da
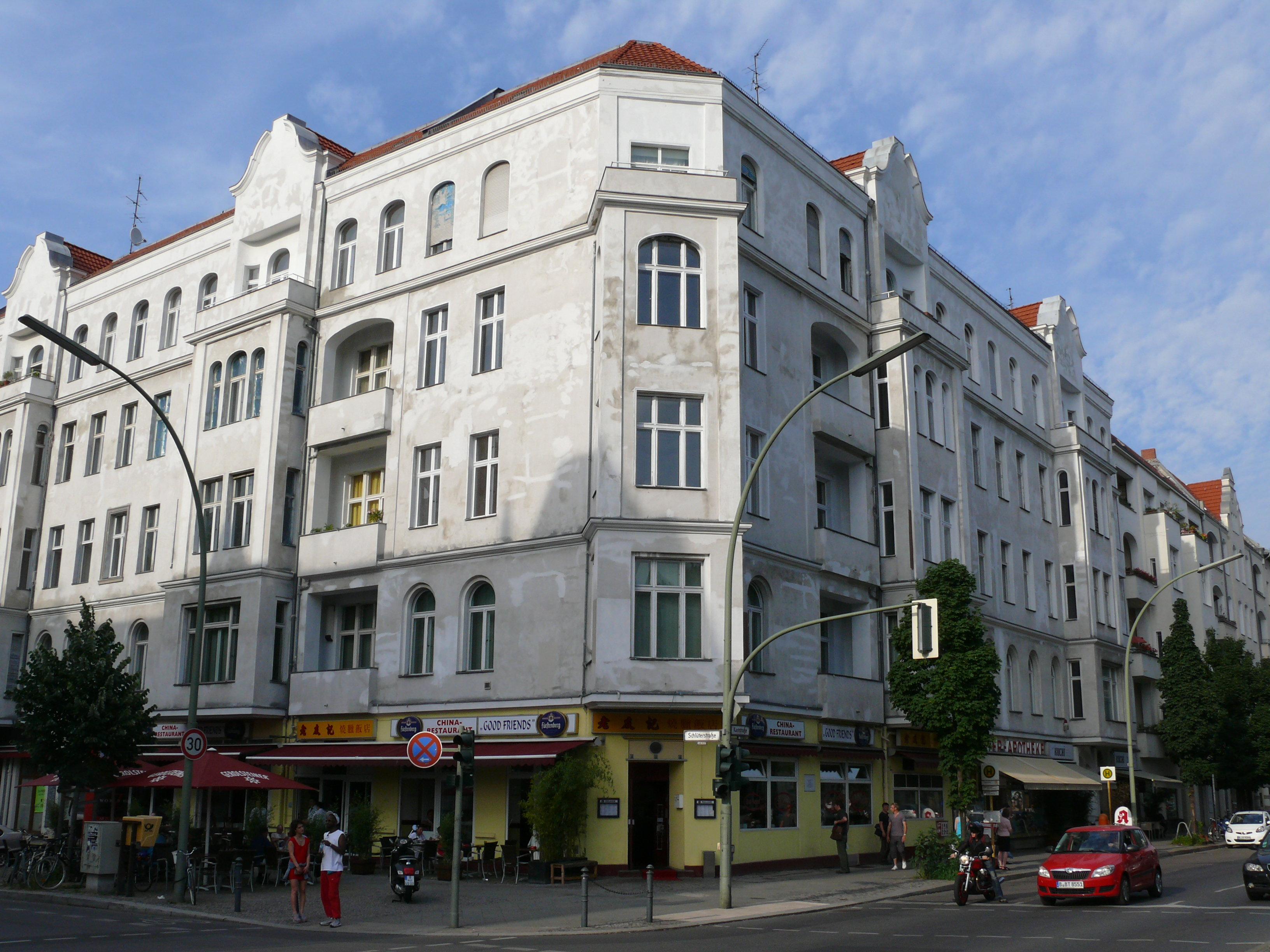
Good Friends
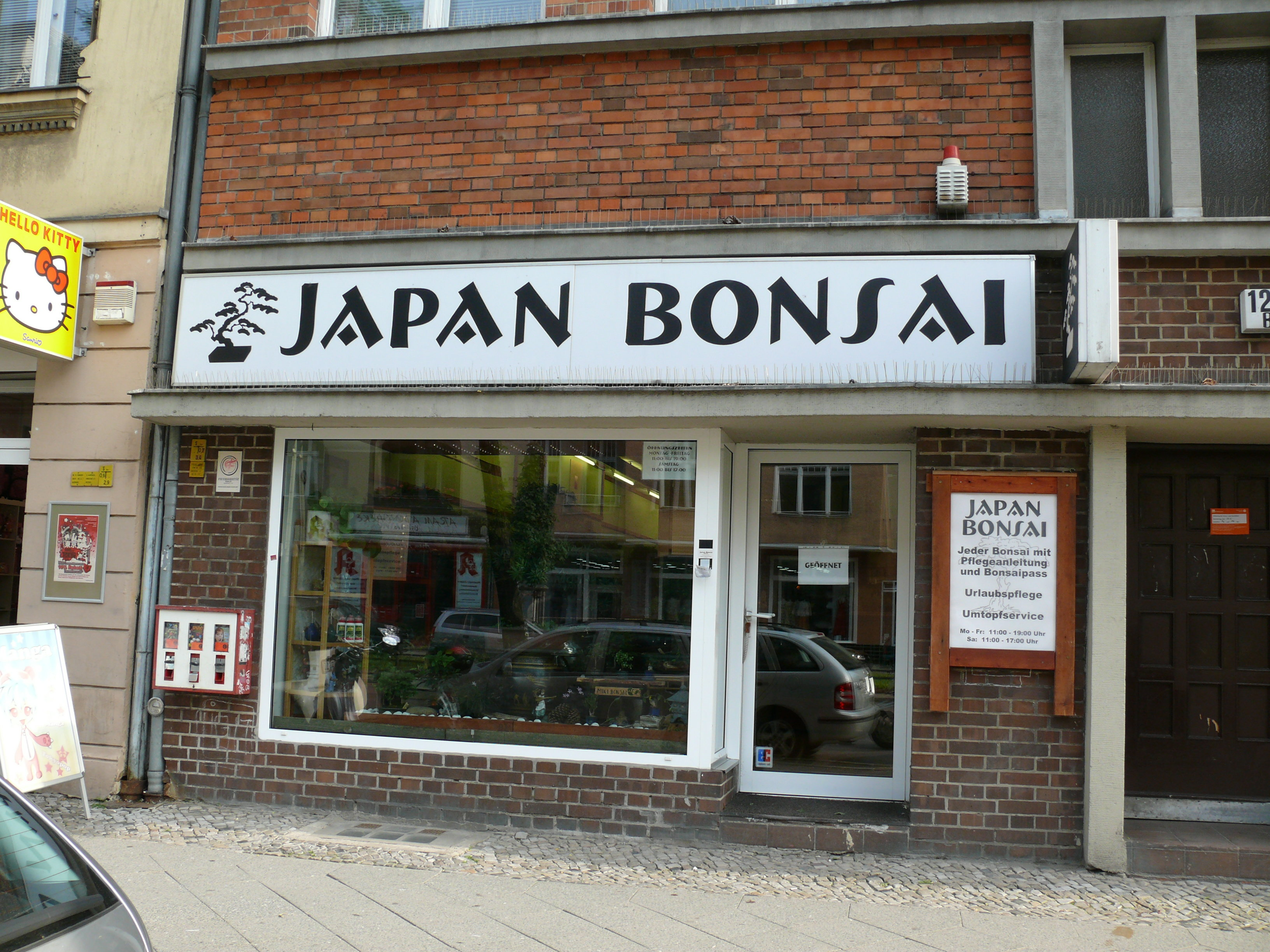
Japan Bonsai
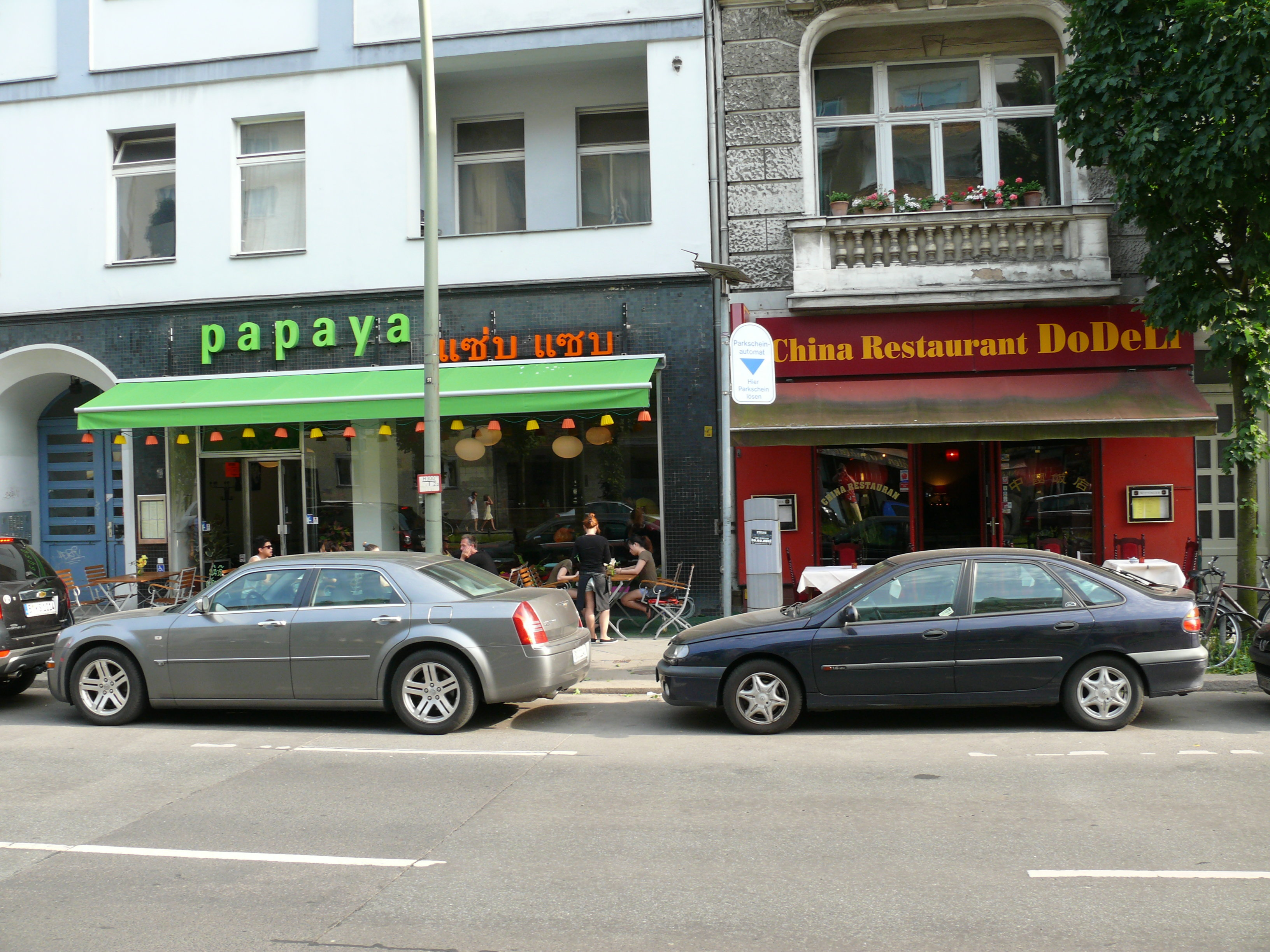
Papaya und DoDeLi
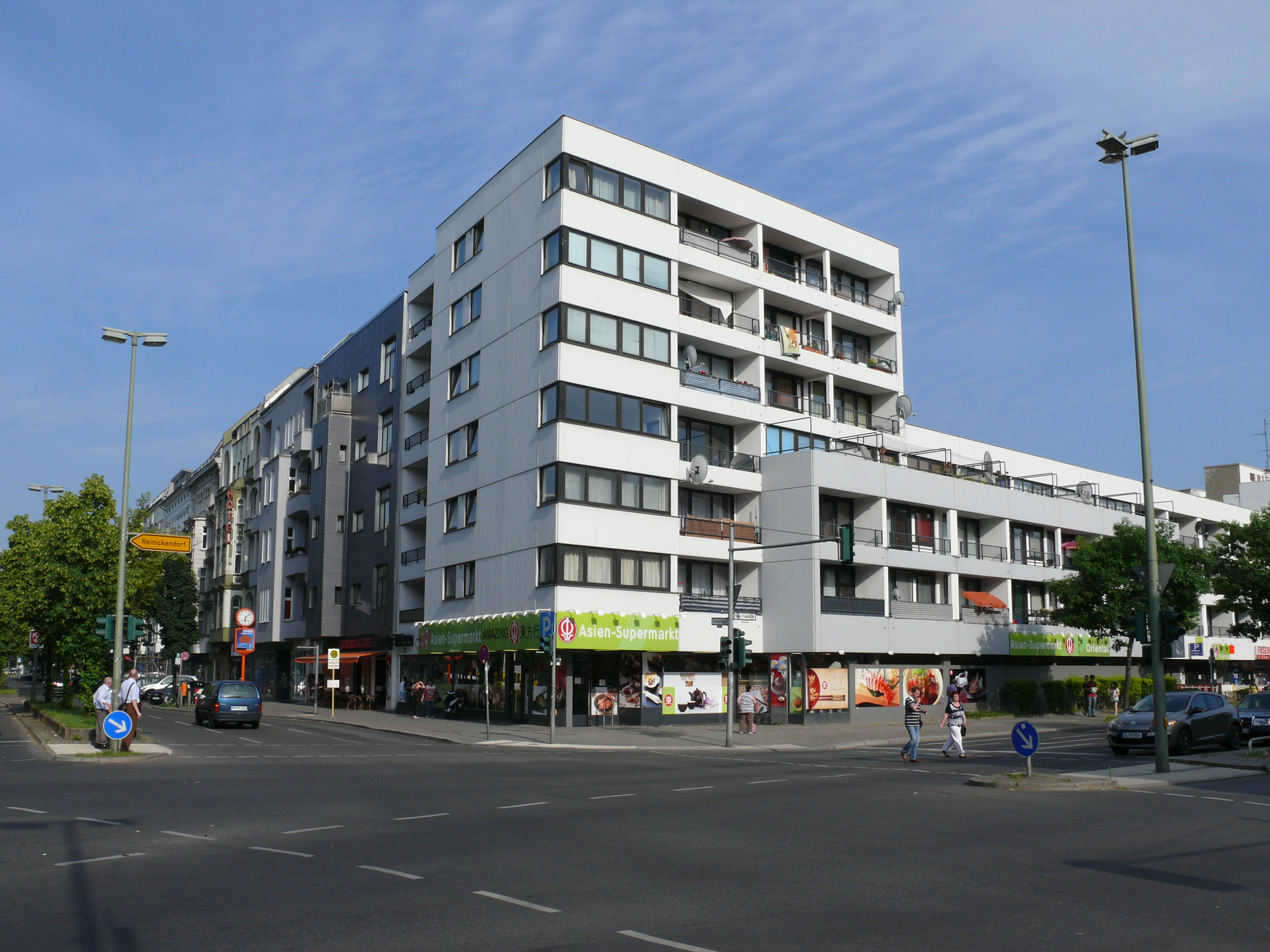
Asien-Supermarkt
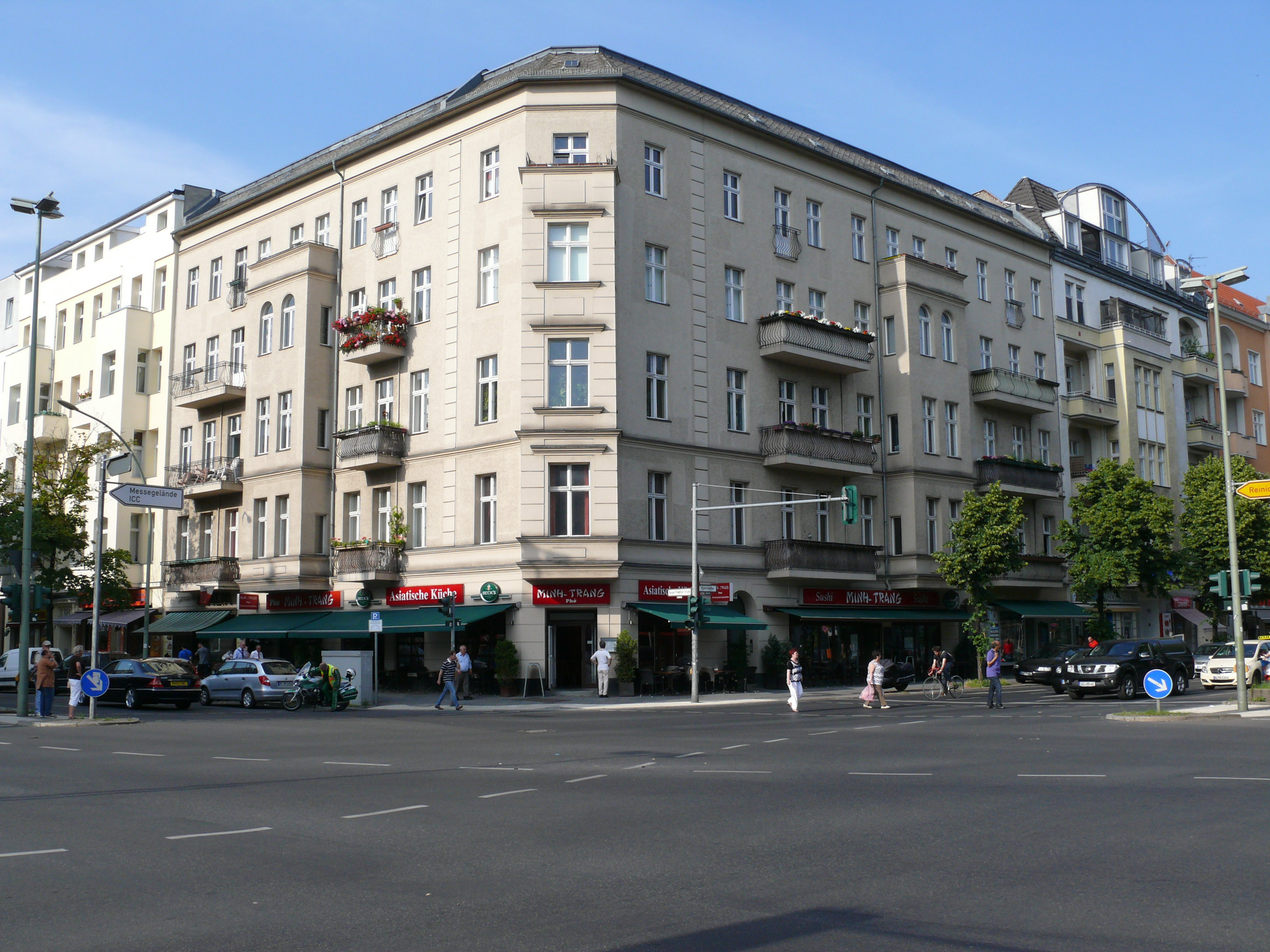
Minh-Trang
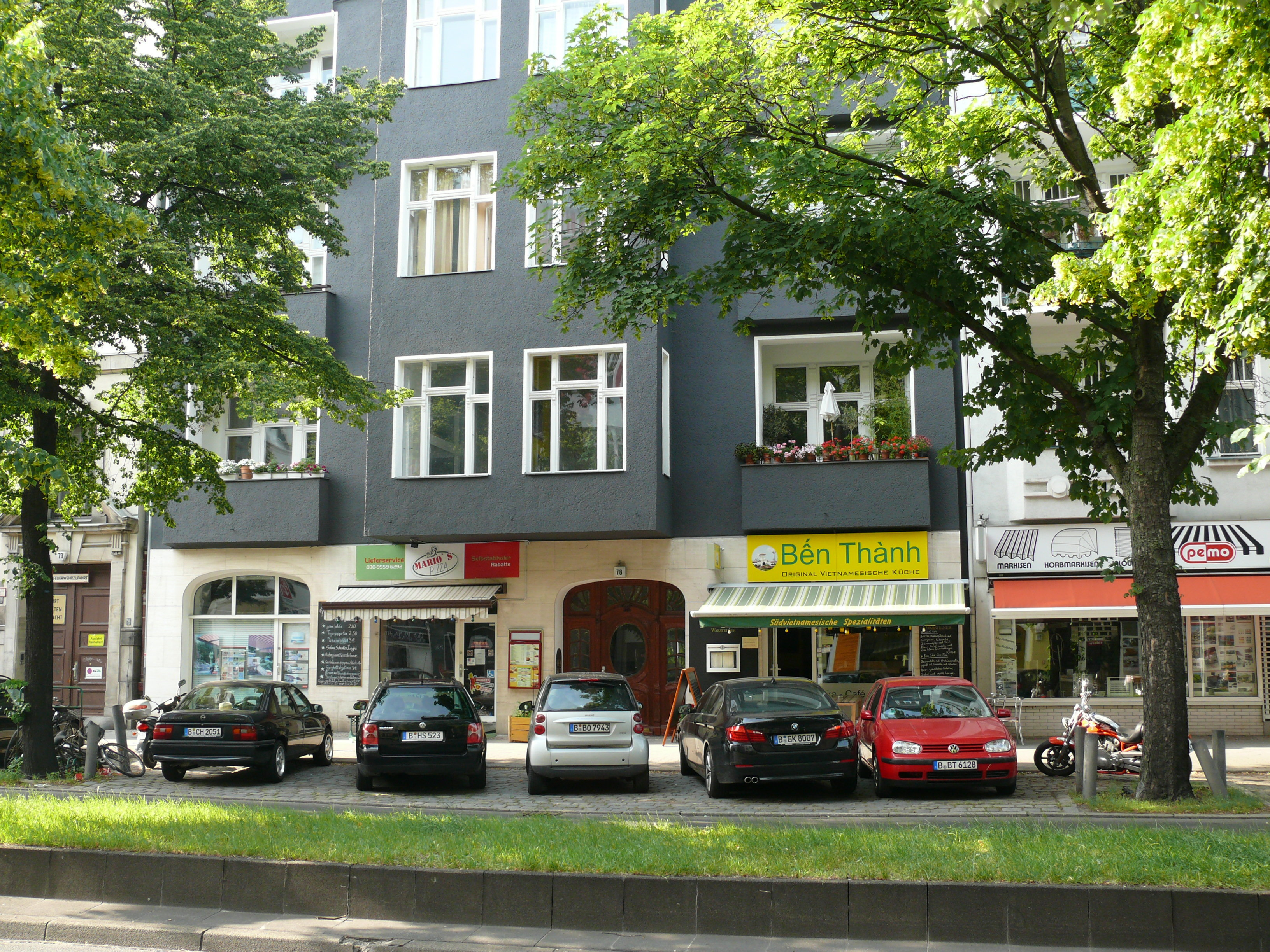
Ben Thành

## Geschichtliches

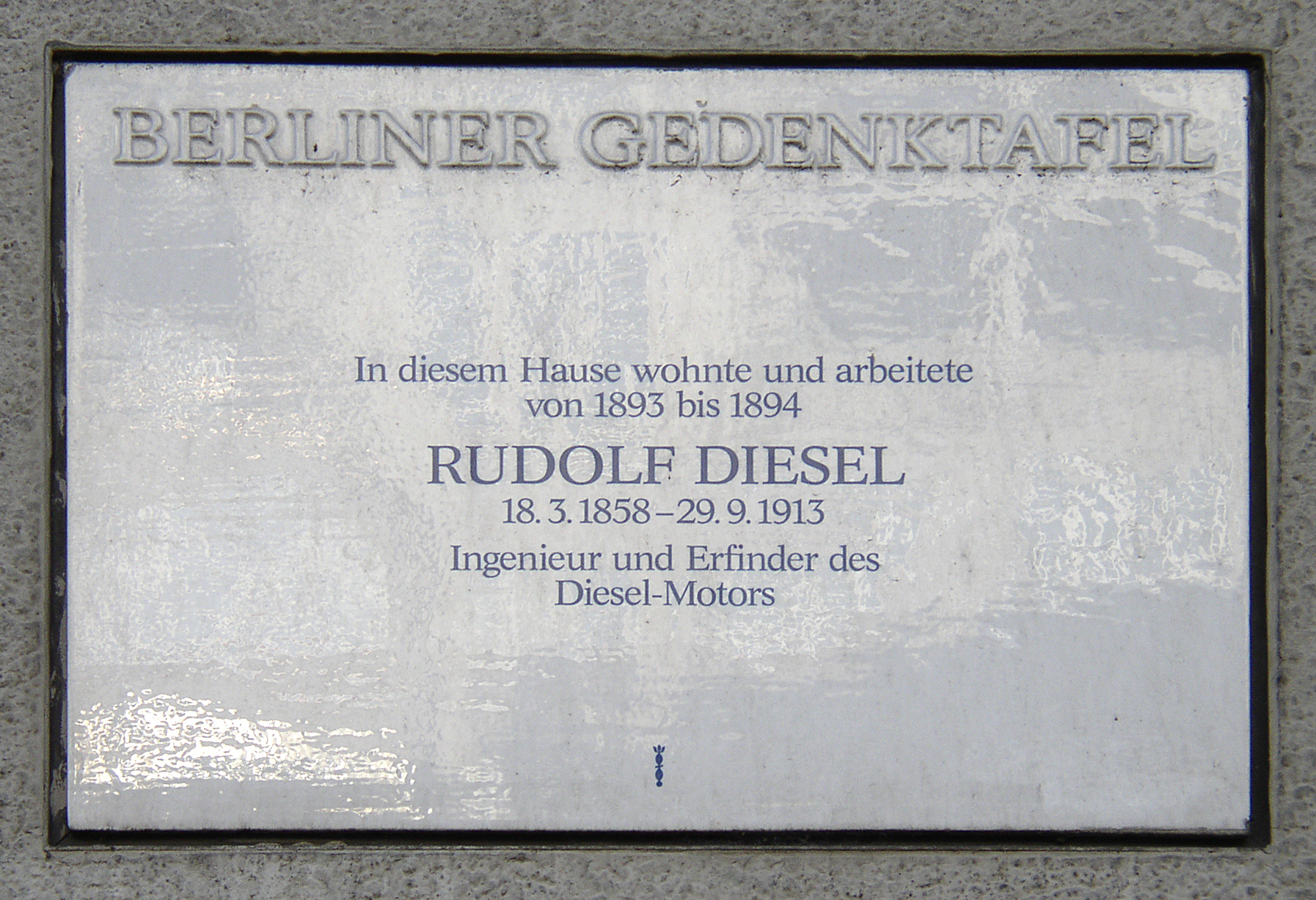
Berliner Gedenktafel für Rudolf Diesel am Haus in der Kantstraße 153

### Gedenktafeln
Gedenktafeln erinnern in der Kantstraße an verdiente Persönlichkeiten; dazu gehören:
- Else Ury (Schriftstellerin und Kinderbuchautorin), Kantstraße 30, enthüllt 1995
- Herta Heuwer („Erfinderin“ der Currywurst), Kantstraße 101, enthüllt 2003
- Carl von Ossietzky (Journalist, Schriftsteller und Pazifist), Kantstraße 152
- Rudolf Diesel (Ingenieur), Kantstraße 153, enthüllt am 10. August 1988
- Friedrich Spielhagen (Schriftsteller), Kantstraße 165, enthüllt 1988
- Trude Hesterberg (Schauspielerin, Kabarettistin und Chansonsängerin), Kantstraße 12, enthüllt 2011

### Kantstraße 158 – Reichsvereinigung der Juden in Deutschland

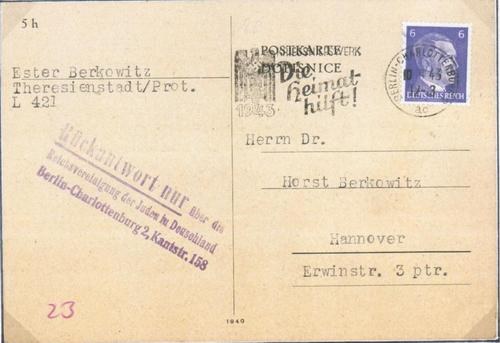
Handstempel „Rückantwort nur über die Reichsvereinigung der Juden in Deutschland Berlin-Charlottenburg 2, Kantstr. 158“; Postkarte vom 14. Mai 1943 von der Mutter Ester aus dem KZ Theresienstadt an ihren Sohn Horst Berkowitz in der Erwinstraße 3 in Hannover

In der Kantstraße 158 befand sich in der Zeit des Nationalsozialismus der Sitz der Reichsvereinigung der Juden in Deutschland.

### Kantstraße 159 – Lewin-Funcke-Schule
Der Bildhauer Arthur Lewin-Funcke gründete 1901 an der Kantstraße 159 in einem Gartenhaus die privaten Studienateliers für Malerei und Plastik auch Lewin-Funcke-Schule oder Berliner Académie Julian genannt, die bis 1935 aktiv waren. Lewin-Funcke, als Leiter der Schule, lehrte hier Modellieren und Anatomie am lebenden Modell. Die meisten anderen Lehrer gehörten der Berliner Secession an, darunter die Maler Lovis Corinth, Hans Baluschek, Ludwig Meidner und kurzfristig der Bildhauer Max Kruse. Zu den zahlreichen Schülern gehörten Paul Citroen, David Friedmann, Charles Hug, Käthe und Peter Kollwitz sowie Felix Nussbaum. Nach dem Zweiten Weltkrieg wurde an der Stelle 1949 das eingeschossige Kaufhaus am Zoo errichtet. Bereits sechs Jahre später wurde es wieder abgerissen, stattdessen entstand dort ein Bilka-Kaufhaus.